# 목요드라마
| 월요일        | 화요일        | 수요일        | 목요일        | 금요일        | 토요일        | 일요일        | 월요일~금요일 | 토요일~일요일 | 일요아침 |
| 월요일~화요일 | 월요일~화요일 | 수요일~목요일 | 수요일~목요일 | 금요일~토요일 | 금요일~토요일 | 토요일~일요일 | 월요일~금요일 | 토요일~일요일 | 일요아침 |

목요드라마는 매주 목요일에 방송되는 텔레비전 드라마이다.

## 일본
- 목요드라마 (TV 아사히)
- 목요드라마 (요미우리 TV)
- TBS 목요일 10시 드라마
- 목요드라마 9
- 목요드라마 극장

## 대한민국
- KBS 1TV 목요 드라마
- KBS 2TV 목요 드라마
- MBC 목요드라마
- tvN 목요드라마

## 같이 보기
- 수목드라마
- 수요드라마